# Étang Long
Pour les articles homonymes, voir Long.
L’étang Long est situé des Pyrénées françaises, sur la commune de Bordes-Uchentein, dans le département de l'Ariège en région Occitanie.

## Toponymie
Sa forme lui a donné son nom.

## Géographie

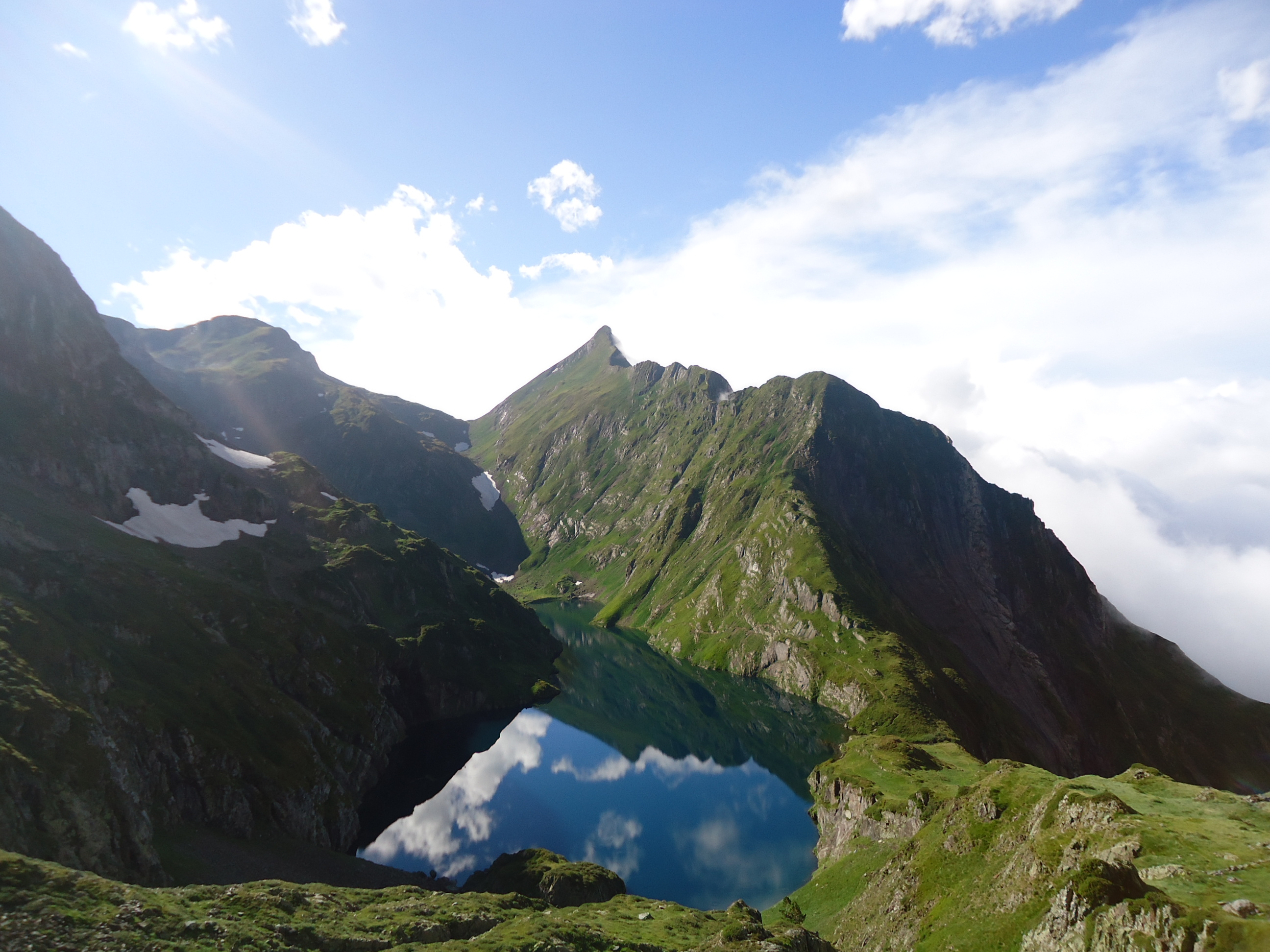
Étang Long sous le Mont Valier situé en arrière de la photo. Au fond, le port de Barlonguère et le Tuc des Hèches à sa droite.

Il est situé en Couserans dans le massif du mont Valier en Ariège, à une altitude de 2125 m. Il a une longueur 700 m et est proche de l'étang Rond. L'accès privilégié par la vallée du Riberot se fait en 4 h 30 de randonnée difficile, depuis le parking du pla de la Lau (947 m).

## Zone protégée
Par arrêté ministériel du 5 juillet 2005, un vaste territoire situé sur la commune de Seix, comprenant la réserve domaniale du mont Valier - créée en 1937 (une des plus anciennes des Pyrénées) - ainsi que la quasi-totalité du territoire domanial du massif de Fonta a été classé « zone de protection spéciale » en tant que site du Réseau Natura 2000.

## Voies d'accès

### En randonnée classique
Étang Long et étang Rond constituent à eux seul un but de randonnée, l'étape au refuge des Estagnous n'est pas obligatoire mais peut permettre de fractionner la randonnée sur deux jours en l'étendant ainsi vers la crête frontalière (pic de Barlonguère, pic des Trois Comtes...)

### Par la via ferrata
À proximité du refuge des Estagnous (gardé en bonne saison) a été installée une via ferrata reliant le refuge à l'étang Long. Surplombant l’étang Rond, elle permet une découverte de la verticalité en sécurité et un point de vue de grande qualité si le temps le permet en altitude. Avec un départ possible depuis le refuge ou de l’étang Long, l'itinéraire total orienté ouest est de 1 200 m, dont 620 m équipés en deux parties et pour 150 m de dénivelé. La durée aller est de 2 h 30. Cette via ferrata est classée en difficulté D, c'est-à-dire difficile.